# Francisco Fernández de la Cueva y Enríquez de Cabrera
Francisco Fernández de la Cueva y Enríquez de Cabrera (Barcelona, 1619 - Madrid, 27 de marzo de 1676) fue un aristócrata, diplomático y militar español, titular de la Casa de Alburquerque, destacado por sus cargos de 22.º Virrey de Nueva España y 45.º Virrey de Sicilia, así como por su participación en la Guerra de los Treinta Años.
Sucedió a su padre en la Casa de Alburquerque cuando contaba diecisiete años, y un año más tarde comenzó su carrera militar participando en el Sitio de Fuenterrabía (1638) a las órdenes del marqués de Mortara. Tras varias campañas de servicio en Flandes como soldado de pica, fue ascendido a maestre de Campo y puesto al frente de un tercio español que llevó su nombre, con el que participó en las batallas de Châtelet (1642), Honnecourt (1642) y Rocroi (1643), por la que fue más reconocido.
Tras servir como general de la caballería de Cataluña (1645-1649) y obtener victoria en Villafranca del Panadés y Montblanch (1649), fue nombrado Virrey de Nueva España (1653-1660), donde finalizó las obras de la catedral de México, y de regreso a España fue capitán general de la Armada (1662-1664) y teniente general de la Mar (1664), y custodió a Margarita de Austria hasta Trento para su matrimonio con Leopoldo I de Habsburgo. Finalmente nombrado Virrey de Sicilia (1667-1670), terminó sus días como consejero de Estado y Guerra, y mayordomo mayor del rey Carlos II, falleciendo en el Real Alcázar de Madrid el 27 de marzo de 1676 de un ataque al corazón.

## Filiación
Nació de paso en Barcelona, en el año 1619 cuando su padre ocupaba el virreinato de Cataluña, siendo originario de la villa segoviana de Cuéllar, donde la familia tenía su residencia, un imponente castillo-palacio. Fue hijo de Francisco Fernández de la Cueva, VII duque de Alburquerque, grande de España, IV marqués de Cuéllar, VII conde de Ledesma y de Huelma, miembro de los Consejos de Estado y Guerra, Virrey de Cataluña y de Sicilia, y presidente de los Consejos Supremos de Italia y de Aragón; y de su tercera mujer Ana Enríquez de Cabrera y Colonna, hija de Luis Enríquez de Cabrera y Mendoza, IV duque de Medina de Rioseco y IX Almirante de Castilla.
En 1635 fue nombrado caballero de la Orden de Santiago, en la que más tarde ocuparía los cargos de Trece y comendador militar de Guadalcanal. Fallecido su padre en 1637, sucedió en la Casa de Alburquerque, siendo VIII duque de Alburquerque, grande de España, VI marqués de Cuéllar, VIII conde de Ledesma y de Huelma, señor de Mombeltrán, Pedro Bernardo, La Codosera, Lanzahíta, Mijares, Aldeadávila de la Ribera, San Esteban, Villarejo del Valle y Las Cuevas.
Comenzó su carrera militar a los dieciocho años, cuando Felipe IV le escribió solicitándole cuantas piezas pudiera enviar de la vasta armería que se custodiaba en su castillo de Cuéllar, para armar a los soldados que combatirían en el Sitio de Fuenterrabía. Tras hablar con su tío Juan Alfonso Enríquez de Cabrera y Colonna, Almirante de Castilla, consiguió formar parte de las filas del ejército real que lucharía en la Guerra de los Treinta Años.

## Primeros años de servicio
Reclutado en el ejército de Felipe IV, participó en la expedición que expulsó a las tropas francesas lideradas por el cardenal Richelieu, primer ministro de Luis XIII de Francia, que habían tomado Fuenterrabía durante el desarrollo de la Guerra de los Treinta Años.
Fue encuadrado en el tercio del marqués de Mortara y combatió en la ocupación del Monte Jasquivel. El día de la batalla, lo hizo en el cuerpo derecho de las picas, en la vanguardia y primera hilera de los escuadrones del ejército, donde se distinguió con valor y coraje. Los españoles salieron victoriosos de la batalla, dejando liberada la plaza. En julio de 1639 el duque ya se encontraba de nuevo en Madrid, y el valor mostrado en Fuenterrabía fue la llave de acceso para viajar al año siguiente, a los Países Bajos.
El duque, teniendo en cuenta el momento que vivía la guerra en Flandes contra los franceses y holandeses, se ofreció al rey para formar parte de la defensa de aquellas plazas, solicitud que fue aceptada. Antonio Rodríguez Villa atribuye esta decisión del duque a un alarde de valentía y coraje, y a un anhelo de conseguir fama y laureles, pues como él mismo expresa, el duque lo tenía todo en aquel momento:

No podía ser otra, en verdad, la nobilísima aspiración del propietario de un título esclarecido, de un pingüe y valioso mayorazgo, de una de las más poderosas y opulentas casas de Castilla. Loable determinación y plausible energía argüiría en tal arriesgado peligroso análoga resolución en un hidalgo arruinado, en un labrador empobrecido, en un estudiante aventurero; pero en un acaudalado magnate, en la flor de su juventud, á quien las delicias y placeres de una corte fastuosa, la suntuosidad y magnificencia de sus propios palacios y castillos, la adulación y respeto de sus servidores, colonos y protegidos, y la vida muelle y placentera brindaban por do quiera, ¿no revela claramente un espíritu esforzado y valeroso?
Antonio Rodríguez Villa

Después de servir en varias campañas como soldado de pica, fue ascendido a Maestre de Campo de Infantería Española y puesto al frente de uno de los gloriosos tercios españoles.

## El Tercio de Alburquerque

Bandera de su tercio.

El ascenso a Maestre de Campo llegó en enero de 1641, y lo ocupó hasta 1643. Con este nombramiento accedió a un tercio español, aquellos que tantas victorias reportaron a la Corona española desde los tiempos del gran capitán, Gonzalo Fernández de Córdoba. El tercio que le fue confiado lo heredó de José de Saavedra, I vizconde y I marqués de Rivas de Saavedra, que había marchado a España para hacer valer sus servicios. Su tercio, como fue costumbre en otros, se bautizó con su título, y fue llamado Tercio de Alburquerque; el duque lo vistió a su costa. El tercio participó en las batallas de Castelet, Honnecourt y Rocroi, la más significativa de todas.
Batalla de Honnecourt
Más tarde el tercio se halló en la batalla de Honnecourt (24 de mayo de 1642), obteniendo la victoria de tres plazas fuertes, dos de ellas ganadas por ataque y una por asedio. También defendió la ribera del Sasso, y rechazó los ataques del príncipe de Orange, que empezaba a penetrar por los esguazos de Selsat. Asimismo, acompañó constantemente a su general, Francisco de Melo, como lo demuestra el diario de éste. Distinguido en esta batalla, Felipe IV le recompensó nombrándole general de la Caballería Ligera del Ejército de Milán, y más tarde de Flandes, empleo que ejerció en la Batalla de Rocroi y durante el resto de la campaña, a las órdenes de Francisco de Melo, siendo llamado a la Corte a la conclusión de la misma.
Batalla de Castelet

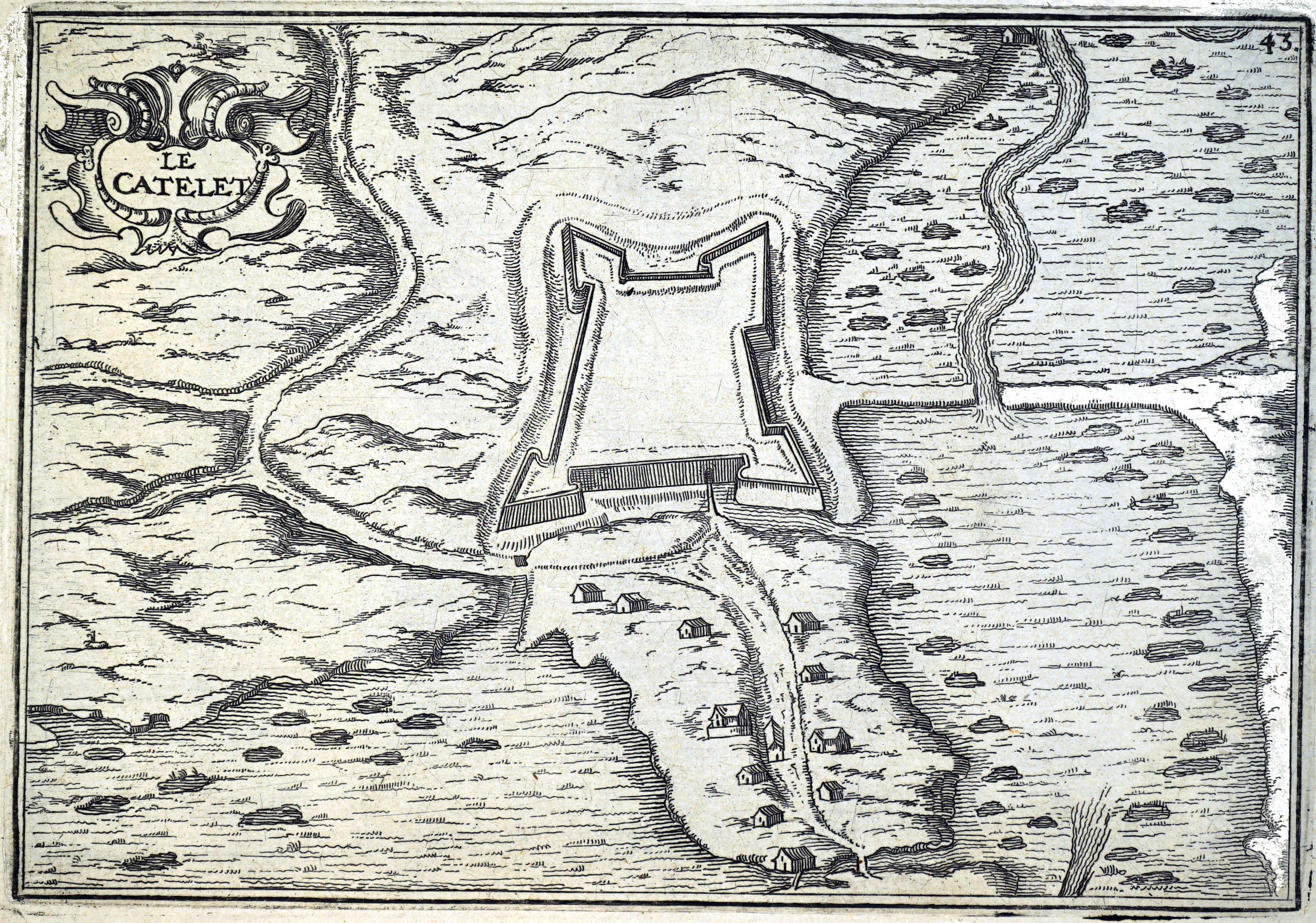
Castillo de Castelet (Le Catelet).

Participó junto a su tercio, en la batalla de Castelet (Le Catelet), en la que vencieron los españoles a los franceses el 26 de mayo de 1642. El duque se distinguió subiendo por las fortificaciones enemigas en pleno día, rompió los regimientos de Bresse y Piamonte, y ganó con sus tropas siete de las diez piezas de artillería que se capturaron en la batalla, asegurando la victoria con sus acertadas disposiciones. Como él mismo escribió, recogió los soldados que se derramaban en el alcance, me formé y sustenté la plaza de armas y abrigué a los que volvían rechazados, con que se aseguró la buena fortuna de aquel día.·
Batalla de Rocroi
En 1645 desempeñó el mismo cargo en el Ejército de Cataluña, donde volvió a servir a las órdenes de Melo, recibiendo posteriormente el generalato de las galeras de España.
El Tercio de Infantería del Duque de Alburquerque no fue proveído en el teniente de maestre de campo general Baltasar Mercader hasta el mes de octubre de 1643, tomando parte en la Batalla de Rocroi a las órdenes del sargento mayor Juan Pérez de Peralta. Tuvo una actuación muy destacada, logrando rechazar 6 cargas de la infantería y caballería francesas, que no lograron descomponerle. Fue el último en aceptar la capitulación ofrecida por el duque de Enghien, pero su resistencia sólo sirvió para endurecer los términos de la misma, constituyéndose en prisioneros de guerra. 

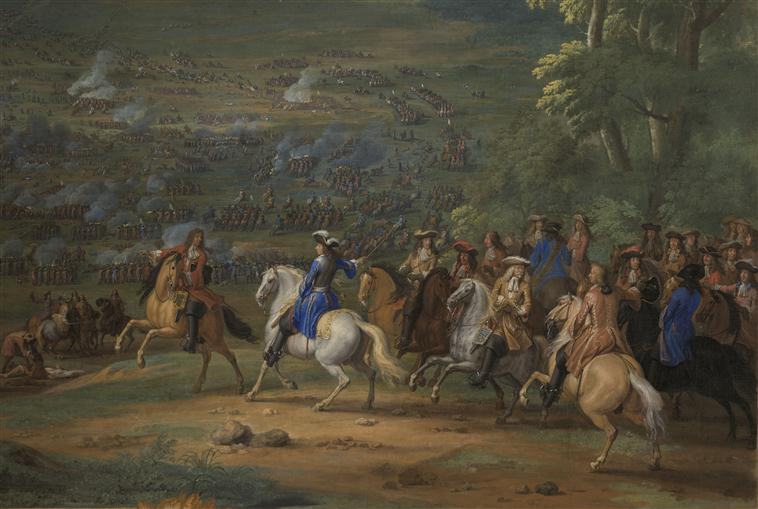
El Duque de Enghien en la batalla de Rocroi.

En cuanto al duque, su actuación como jefe la Caballería de la Izquierda fue muy controvertida. Como fruto de su montaje propagandístico, los franceses le acusaron de haber abandonado el campo de batalla, cabalgando a brida tendida más de 30 millas hasta refugiarse en Marienburg, hecho que destapó el duque de Aumale en su «Historia de los Príncipes de Condé» y que provocó en España la aparición de algunos opúsculos impugnatorios (Rodríguez Villa, Cesáreo Fernández Duro, etc.).
Más tardíamente, la Duquesa de Alba dio a conocer la correspondencia del duque conservada en su casa en relación con dicha batalla, cuyo desarrollo fue completamente adulterado por los franceses para tornar en una victoria definitiva y resplandeciente el primer éxito militar conseguido bajo la égida del todavía niño, pero ya rey, Luis XIV. Lo cierto es que Rocroi fue una victoria pírrica donde los franceses sufrieron más pérdidas que los españoles, aunque ganaron el campo y socorrieron la plaza asediada.
La infantería española no fue aniquilada en aquellos campos; en cambio, los franceses, hubieron de formar un nuevo ejército para continuar la campaña, saldada con la conquista de dos plazas menores y periféricas: Sierk y Thionville.

## Caballería de Cataluña
Su actuación como general de la caballería de Cataluña desde 1645 le reportó las victorias de Villafranca del Penedés en 1649 y de Montblanch el 14 de noviembre del mismo año junto a Juan de Garay. Estas victorias consolidaron su ascenso que se producía el año siguiente, siendo nombrado General de las Galeras de España.

## Virrey de Nueva España

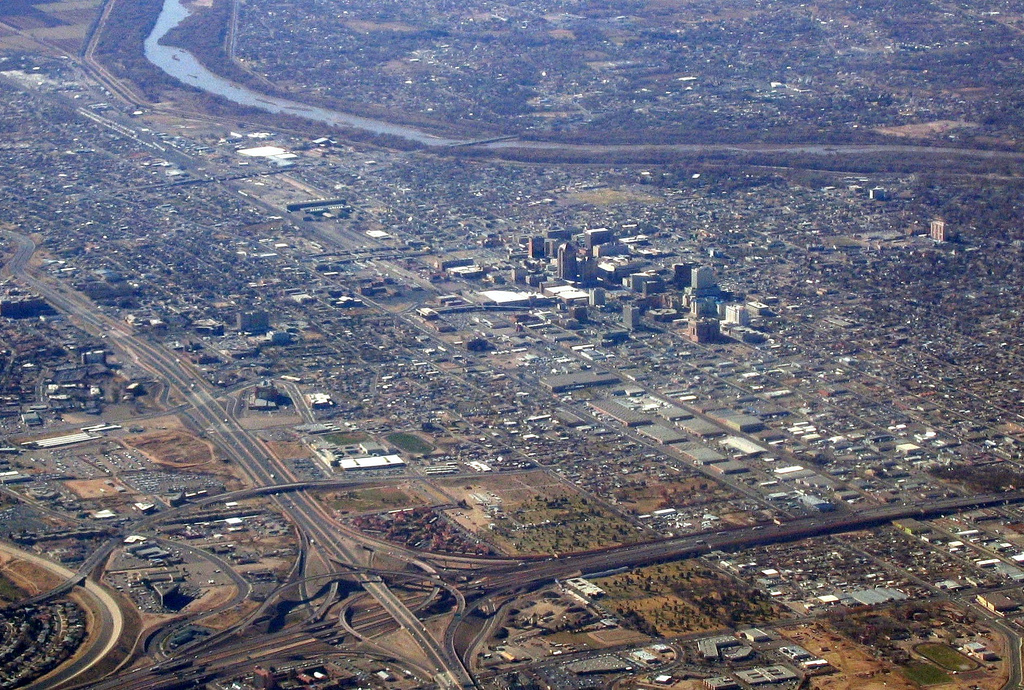
Vista aérea de la ciudad de Albuquerque (Nuevo México).

Tenía 34 años cuando fue nombrado Virrey de Nueva España; nunca habían visto los mexicanos un virrey tan joven. Hizo su entrada en la ciudad de México el 15 de agosto de 1653.
Llegaba, como los anteriores virreyes, con una ayuda económica para los costes del viaje, establecida por el rey. En el caso de Alburquerque fue de 12.000 pesos, que recibió al desembarcar en la Nueva España, y que inmediatamente devolvió al rey, pues su excelente economía personal le permitía no aceptar este tipo de ayudas.
Ante el peligro de desembarco de tropas inglesas a causa de la guerra que mantenía España con aquel país, una de sus primeras actuaciones fue reforzar las defensas de Veracruz y San Juan de Ulúa, y envió armas y munición a Jamaica y La Habana; además, reforzó la Armada de Barlovento. En su tarea fundadora y poblacional, envió cien familias a Nuevo México, y entre otros lugares fue fundada la villa de Alburquerque en su honor, que posteriormente perdería la primera erre, dando lugar al nombre de Albuquerque, llamada así en su honor. Por otra parte, apoyó en gran medida, las misiones jesuitas en California.
Respecto a la economía, acuñó monedas de oro del prestigioso cuño mexicano, y recaudó cuidadosamente las rentas reales, que remitió a España en grandes cantidades de plata. Además, acrecentó el comercio con Filipinas, y mandó construir en la dársena de Campeche algunos navíos para el servicio de cabotaje y de ultramar.

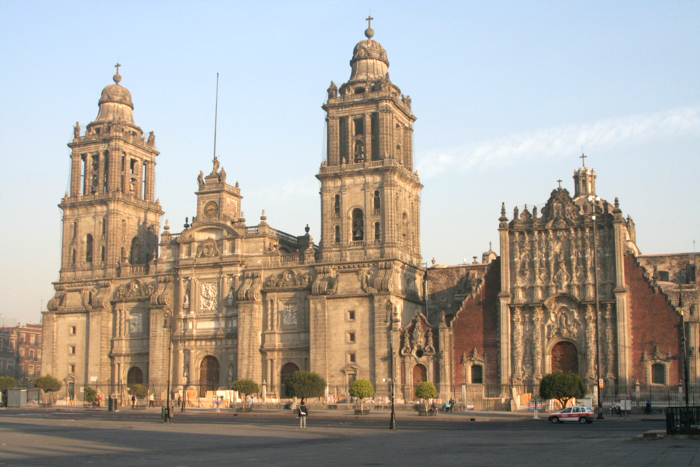
Catedral de México, en cuyas obras puso especial interés el virrey duque de Alburquerque.

Como los anteriores virreyes, se preocupó por el desagüe de la laguna, y puso especial atención en el progreso de las obras de construcción de la Catedral de México, pues su intención era finalizarlas antes de entregar el bastón de mando a su sucesor. Tenía costumbre de pasear diariamente por las calles de la ciudad, y generalmente recorría el trayecto entre su residencia, el Palacio Virreinal y la catedral. Una tarde que se encontraba rezando en la capilla de la Soledad, fue atacado por la espalda, recibiendo un golpe de espada. Inmediatamente la guardia del virrey inmovilizó al agresor, Manuel de Ledesma y Robles, de quien más tarde se supo que sufría trastornos mentales. A pesar de ello, fue sentenciado, acusándolo de los delitos de traición, lesa majestad, atentar contra la vida del virrey y ofender al Santísimo sacramento, en cuya presencia pretendió cometer el crimen; se le ajusticio ahorcándolo. Durante varios días se abrieron las iglesias de la ciudad día y noche para que el pueblo dirigiera sus oraciones de agradecimiento por la suerte que tuvo el duque, quien a los pocos días, retomó sus paseos habituales y la asistencia junto a su mujer, a las fiestas a que eran invitados.
El 16 de septiembre de 1660 entregó el gobierno de Nueva España y regresó a Madrid.

## Regreso a España
A su regreso, fue nombrado General de la Caballería del Ejército de Cataluña; más tarde Capitán general de la Armada de la Mar Océano y, desde 1664, gozó del título y preeminencias de Teniente general de la Mar.

## Embajada a Viena

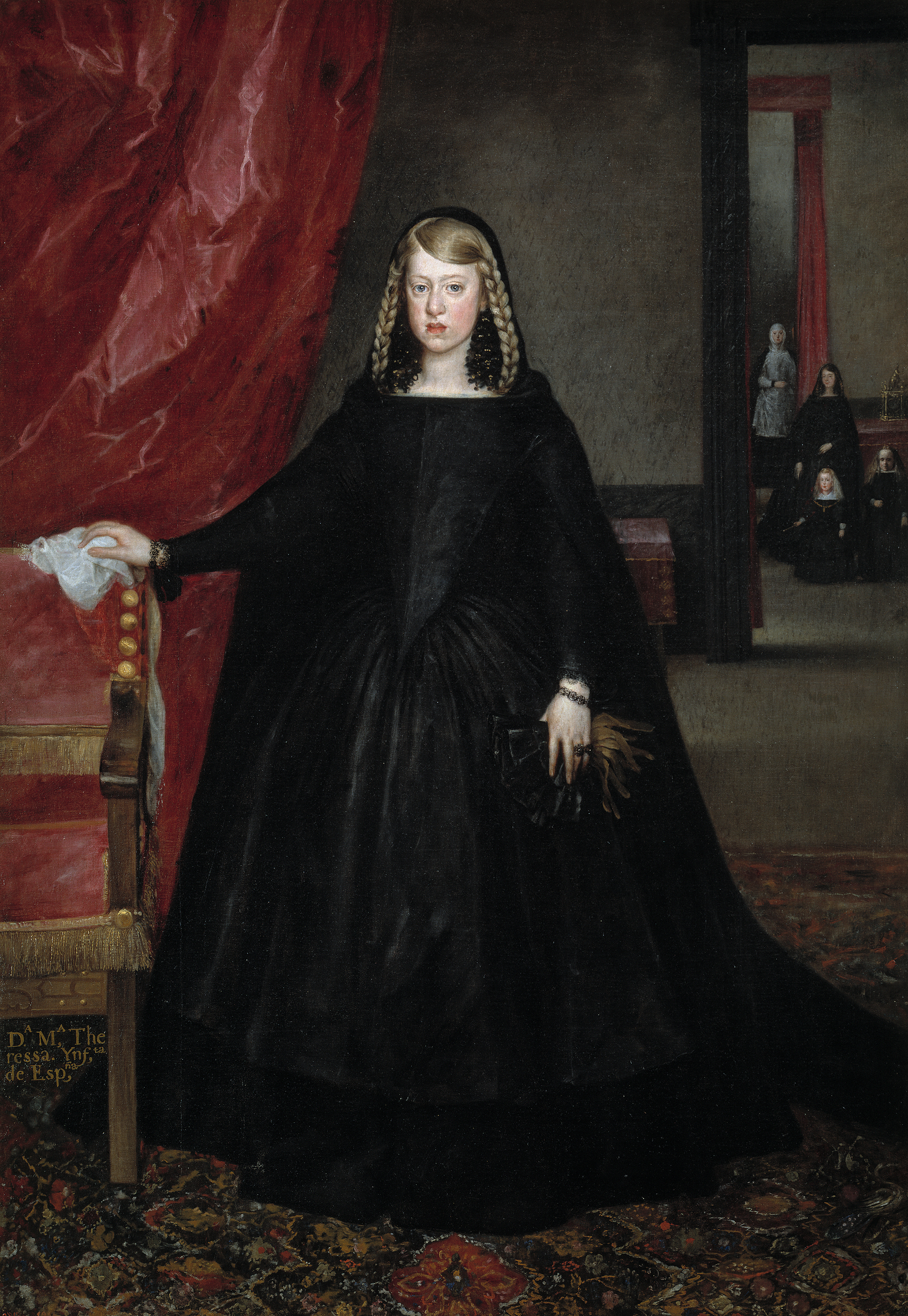
El duque custodió a Margarita de Austria hasta Trento para su matrimonio con Leopoldo I.

Fue enviado como embajador extraordinario a Viena, para acompañar a la Infanta Margarita de Austria, que iba a contraer matrimonio con su tío materno, el emperador Leopoldo I del Sacro Imperio Romano Germánico, enlace concertado cuando ella era una niña.
La embajada llegó a Génova el 20 de agosto de 1666, donde fue recibida de manera triunfal. La Infanta Margarita desembarcó de la mano del duque de Alburquerque mientras era asistida por la mujer de éste, que gozó del cargo de camarera mayor. La comitiva, compuesta por Grandes de España, capitanes, gobernadores y otros mandatarios políticos y religiosos, la completaban dos hermanos del duque de Alburquerque.
De Génova viajaron a Milán, donde la comitiva entró de incógnito. El 17 de septiembre, coincidiendo con el primer aniversario de la muerte de Felipe IV, la infanta, asistida y custodiada por el duque de Alburquerque visitó la catedral de la ciudad, donde se celebró una misa por el difunto rey. El 8 de octubre partió hacia Roveredo y dos días después llegó a Trento, donde el duque de Alburquerque entregó el 10 de octubre la infanta al duque de Dietrichstein y al cardenal Harrach, nombrados para ello por el emperador Leopoldo. Una vez hecha la entrega, el duque de Alburquerque se despidió de la infanta y se embarcó en el Puerto del Final, en las galeras de Sicilia.

## Últimos años de vida
Fue nombrado Virrey de Sicilia en 1667, cargo que ocupó hasta 1670. Tras regresar a Madrid, obtuvo plaza en el Consejo de Estado y el puesto de Mayordomo mayor del nuevo rey, Carlos II y, por tanto, máximo jefe de la Real Casa. Ambos cargos los desempeñaría hasta su muerte.
Falleció en Madrid, de un ataque al corazón, en los aposentos del Real Alcázar de Madrid que por su cargo de mayordomo mayor le correspondían, la noche del 27 de marzo de 1676 a los 57 años tras haber sido sin duda alguna uno de los personajes más carismáticos de la España del siglo XVII.

## Matrimonio y descendencia

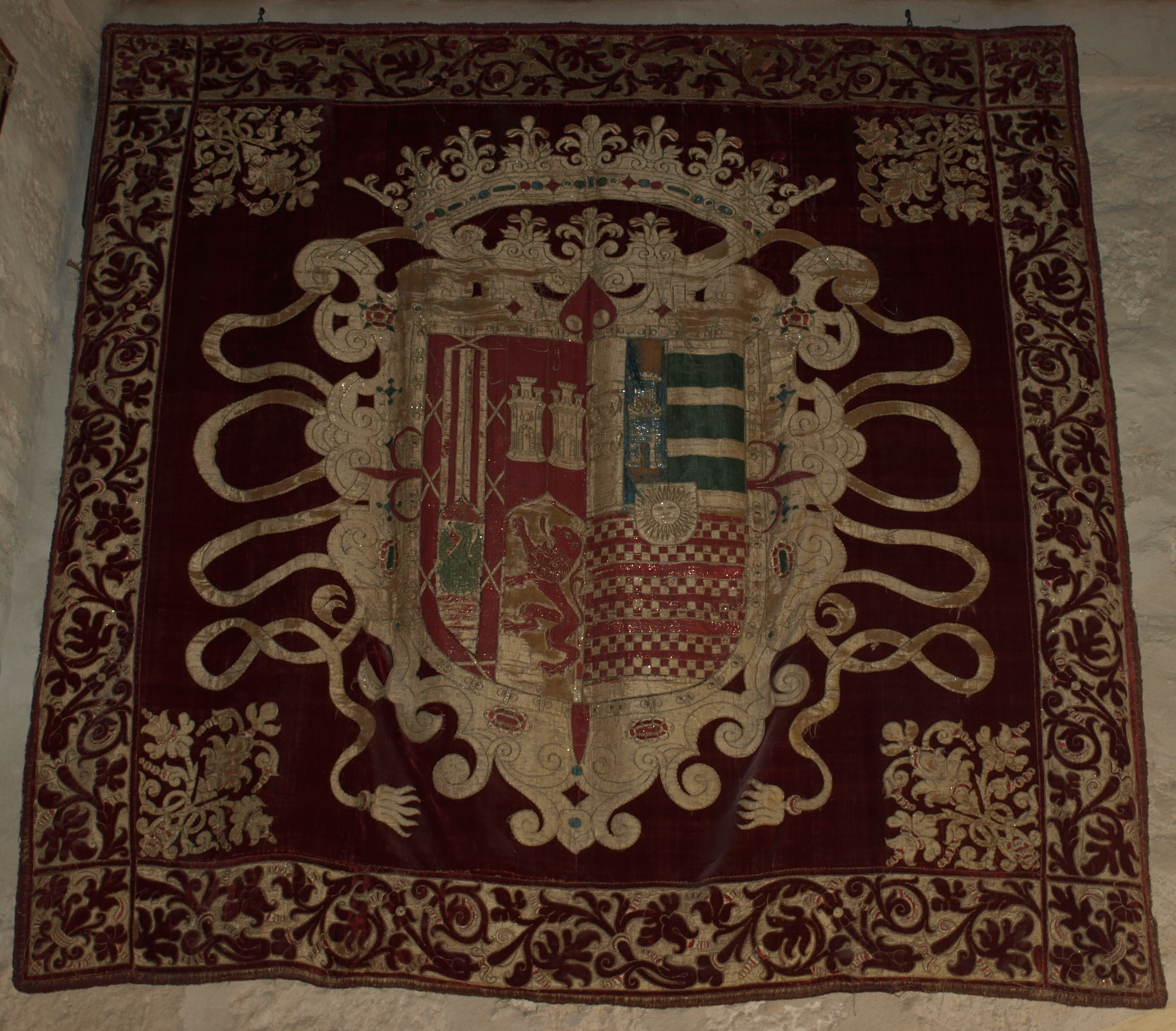
Repostero del siglo XVII que porta las armas del matrimonio: las de Francisco a la izquierda (Casa de Alburquerque), y las de Juana Francisca a la derecha (Casa de Cadreita). En la actualidad se conservan una decena que decoran el castillo de Cuéllar, una de sus propiedades.

Contrajo matrimonio el 12 de enero de 1645 en el Real Alcázar de Madrid con Juana Francisca Díez de Aux Armendáriz y Afán de Rivera, II marquesa de Cadreita, IV condesa de la Torre, señora de las villas de Cadreita y Guillena, y del mayorazgo de los Castilla en Madrid, camarera mayor de la infanta Margarita de Austria, a quien Antonio Rodríguez Villa califica como tan ponderada por su belleza como admirada por su discreción y virtudes; hija de Lope Díez de Aux de Armendáriz, I señor y I marqués de Cadreita, 16.º Virrey de Nueva España, y de Antonia de Sandoval y Afán de Rivera, III condesa de la Torre. Al igual que el duque, su mujer también estuvo al servicio de la corona, siendo dama de la reina Isabel de Borbón, y después de viuda, camarera mayor de las reinas María Luisa de Orleans y Mariana de Neoburgo, esposas de Carlos II. Hubo de este matrimonio la siguiente hija:
1. Ana Rosalía Fernández de la Cueva y Díez de Aux, III marquesa de Cadreita, V condesa de la Torre, señora de la villa y Estado de Guillena, que casó con su tío Melchor Fernández de la Cueva y Enríquez de Cabrera, IX duque de Alburquerque, siendo padres de Francisco Fernández de la Cueva y de la Cueva, 34.º Virrey de Nueva España.

Además, el duque tuvo tres hijas ilegítimas, cuya madre se desconoce. Fueron Catalina, Francisca y Juana, y las tres profesaron como religiosas en la villa de Cuéllar.